# جاسم بوشهري
جاسم عبد المحسن بوشهري (ولد في 1960 في البحرين - توفي في 30 ديسمبر 2013 في شيراز، إيران) رجل أعمال وسياسي يساري بحريني.

## النشأة والتعليم
ولد بوشهري في العام 1960.
في العام 1977 توجه للدراسة الجامعية في الولايات المتحدة والتحق بكلية الهندسة بجامعة تكساس في أريلنغتون.

## المسيرة المهنية والسياسية
في سنته الجامعية الأولى انضم للاتحاد الوطني لطلبة البحرين فرع الولايات المتحدة وكان من بين الكوادر الطلابية النشطة الذين دافعوا عن مصالح وحقوق طلبة البحرين في الولايات المتحدة.
في العام 1982 عاد إلى البحرين وأسس شركة مقاولات. أسس بعدها شركة لاستيراد الرمال وأنشأ خط دائم لنقلها من السعودية للبحرين وقام بعمل مشروع كيبل للتلفزيون. أسس شركة للاستيراد والتصدير ثم أسس مصنع للحديد المطاوع وتخصص في عمل ستانلس ستيل. يعتبر من أهم الكوادر القيادية في جمعية العمل الوطني الديمقراطي (وعد) اليسارية منذ تأسيسها في العام 2001. تولى منصب الأمين المالي وعضو المكتب السياسي بجمعية وعد لثلاث دورات وعضو اللجنة المركزية لدورتين وتولى منصب المدير الإداري لوعد وأشرف على مقريها في أم الحصم والمحرق. أشرف على بناء مقري وعد وكذلك أشرف على موازنة وتكاليف المقرين وجمع التبرعات لهما. حاصل على عضوية اللجنة العليا للانتخابات لوعد وأمينها المالي في الحملة الانتخابية في 2006 وكذلك في 2010. أشرف على إعادة بناء مقر وعد الرئيسي في أم الحصم بعد عمليتي الحرق المتعمدتين وكذلك إعادة بناء مقر وعد بالمحرق بعد التخريب الذي تعرض له عدة مرات في العام 2011 إثر الاحتجاجات الشعبية التي مرت بها البحرين في فبراير ومارس 2011.

## الحياة الشخصية
متزوج ولديه ابنان وبنت. محمد متخرج من المملكة المتحدة ويعمل في القطاع المصرفي وعلي متخرج أيضا من المملكة المتحدة ويعمل مع والده وبسمة متخرجة من كندا ولديه منها حفيدان ياسمين ويوسف.

## الوفاة
توفي بوشهري في 30 ديسمبر 2013 في مدينة شيراز بإيران عندما كان في رحلة عمل هناك. شيع صباح يوم الأحد الموافق 5 يناير 2014 إلى مثواه الأخير بمقبرة المنامة.
في 13 فبراير 2014 أقامت جمعية وعد حفل تأبين لبوشهري في مقر الجمغية بأم الحصم.